# Isospora
Isospora ist eine artenreiche Gattung der Kokzidien, die bei Vögeln und Reptilien weltweit vorkommt. Die in der älteren Literatur für Säugetiere beschriebenen Arten sind mittlerweile in die Sarcocystiden-Gattung Cystisospora überführt worden. Isospora spp. verursachen bei Vögeln Durchfallerkrankungen, die als Isosporiosen bezeichnet werden. Tiermedizinisch spielen sie nur bei Ziervögeln eine Rolle, beim Hausgeflügel dominieren Eimeria-Arten. Bei wildlebenden Sperlingsvögeln in Großbritannien konnten sie bei 30 % der Tiere gefunden werden, womit sie zu den häufigsten Parasiten zählten. Die Vertreter der Gattung Isospora sind dadurch gekennzeichnet, dass jede Oozyste zwei Sporozysten und diese wiederum vier Sporozoiten enthält. Sie sind wirtsspezifisch und zumeist nur auf eine Art spezialisiert. Die jeweilige Isospora-Art entwickelte sich in der Evolution mit der jeweiligen Wirtsart und es entstand eine stabile Parasit-Wirt-Beziehung. Allerdings ist es denkbar, dass es, insbesondere in Gruppenhaltungen verschiedenster Arten, zu einem Überspringen der Artenbarriere kommt. Damit könnten schwerere Krankheitsverläufe als bei den adaptierten Wirten auftreten.

## Infektionszyklus
Der Infektionszyklus enthält eine endogene (innere) und eine exogene Phase in der Außenwelt. Die Ansteckung erfolgt durch orale Aufnahme der infektiösen sporulierten Oozysten als Schmierinfektion aus der Umgebung. Im Darm die Sporozoiten freigesetzt und dringen in die Darmepithelzellen ein. Dort findet die Merogonie statt und die freigesetzten Merozoiten dringen in andere Darmepithelzellen und vermehren sich dort. Die geschlechtliche Vermehrung (Gamontogamie) wird von der letzten Merogoniegeneration eingeleitet. Die Micro- und Macrogamonten verschmelzen zur Zygote. Unsporulierte Oozysten werden mit dem Kot ausgeschieden und sporulieren innerhalb weniger Tage in der Umgebung, womit sie für einen weiteren Wirt ansteckend werden. Bei der systemischen Isosporose („Atoxoplasmose“) dringen Merozoiten in mononukleäre Zellen ein, verlassen mit ihnen den Darm und vollziehen eine Merogonie in anderen Organen.

## Arten
Die Systematik der Kokzidien ist unsicher. Es gibt vermutlich zahlreiche Mehrfachbenennungen für eine Art. Einige bei Reptilien beschriebene Arten könnten vielmehr Vertreter der Gattungen Toxoplasma und Sarcocystis sein. Letztlich können nur molekularbiologische Analysen eine eindeutige Zuordnung schaffen.
- Isospora amphiboluri (Wirte Östliche Bartagame, Dornteufel)[6]
- Isospora bertoi n. sp. (Wirt Safrangilbtangare)[7]
- Isospora casei (Wirt Skinke)[8]
- Isospora coccidians (Wirt Hausgimpel)[9]
- Isospora elliotae n. sp. (Wirt Flötenkrähenstar)[10]
- Isospora grinbikpelapalai n. sp. (Wirt Skinke)[8]
- Isospora similisi (Wirt Tangaren)[11]
- Isospora speciosae n. sp. (Wirt Ockerbrust-Gelbkehlchen)[12]
- Isospora pichororei n. sp. (Wirt Töpfervögel)[13]
- Isospora vanriperorum (Wirt Rotkardinal)[14]
- Isospora zimmermani n. sp. (Wirt Rauchschwalbe)[15]